# Dominique Herr
Dominique Herr (ur. 25 października 1965 w Bazylei) – szwajcarski piłkarz grający na pozycji środkowego obrońcy.

## Kariera klubowa
Herr urodził się w Bazylei i tam też rozpoczął piłkarską karierę w klubie FC Basel. W sezonie 1984/1985 zadebiutował w jego barwach w pierwszej lidze szwajcarskiej. W pierwszych dwóch sezonach nie był jednak podstawowym zawodnikiem tego klubu i w wyjściowym składzie Basel zaczął grać dopiero w sezonie 1986/1987. Przez kolejne dwa lata nie osiągnął jednak większych sukcesów, a w 1988 roku spadł z Basel do drugiej ligi. Wtedy też odszedł do Lausanne Sports. W klubie z Lozanny, podobnie jak w Basel, grał w pierwszej jedenastce i w 1990 roku wywalczył z nim wicemistrzostwo Szwajcarii. Rok później zajął z Lausanne 4. miejsce w lidze, a w 1991 roku został mistrzem jesieni. Na wiosnę zespół spisywał się jednak słabiej i sezon 1991/1992 zakończył dopiero na 6. miejscu w tabeli. Latem Dominique odszedł z zespołu i podpisał kontrakt z innym pierwszoligowcem, FC Sion, ówczesnym mistrzem kraju. Swój pierwszy sukces z tym klubem osiągnął w 1995 roku, gdy po wygranym 4:2 meczu z Grasshopper Club zdobył Puchar Szwajcarii. W 1996 roku powtórzył ze Sionem to osiągnięcie – tym razem w finale Sion pokonał 4:2 Servette FC. Po sezonie Herr zdecydował się jednak na przerwanie piłkarskiej kariery i zakończył ją w wieku 31 lat. Łącznie w pierwszej lidze szwajcarskiej rozegrał 320 meczów i zdobył 16 bramek.
| Sezon   | Klub            | Kraj       | Rozgrywki      | Mecze | Bramki |
| ------- | --------------- | ---------- | -------------- | ----- | ------ |
| 1984/85 | FC Basel        | Szwajcaria | Nationalliga A | 7     | 0      |
| 1985/86 | FC Basel        | Szwajcaria | Nationalliga A | 5     | 0      |
| 1986/87 | FC Basel        | Szwajcaria | Nationalliga A | 31    | 2      |
| 1987/88 | FC Basel        | Szwajcaria | Nationalliga A | 33    | 0      |
| 1988/89 | Lausanne Sports | Szwajcaria | Nationalliga A | 34    | 3      |
| 1989/90 | Lausanne Sports | Szwajcaria | Nationalliga A | 33    | 1      |
| 1990/91 | Lausanne Sports | Szwajcaria | Nationalliga A | 34    | 3      |
| 1991/92 | Lausanne Sports | Szwajcaria | Nationalliga A | 32    | 2      |
| 1992/93 | FC Sion         | Szwajcaria | Nationalliga A | 27    | 0      |
| 1993/94 | FC Sion         | Szwajcaria | Nationalliga A | 31    | 1      |
| 1994/95 | FC Sion         | Szwajcaria | Nationalliga A | 27    | 3      |
| 1995/96 | FC Sion         | Szwajcaria | Nationalliga A | 26    | 1      |

## Kariera reprezentacyjna
W reprezentacji Szwajcarii Herr zadebiutował 20 września 1989 roku w przegranym 1:2 meczu eliminacji do Mistrzostw Świata 1990 z Portugalią. W 1994 roku został powołany przez selekcjonera Roya Hodgsona do kadry na Mistrzostwa Świata w Stanach Zjednoczonych. Tam zaliczył cztery mecze w pełnym wymiarze czasowym: z USA (1:1), z Rumunią (4:1), z Kolumbią (0:2) oraz w 1/8 finału z Hiszpanią. Ostatni mecz w kadrze narodowej rozegrał w marcu 1996 przeciwko Luksemburgowi (1:1). Łącznie rozegrał w niej 52 spotkania i strzelił w nich 4 gole.